# 곰베 (나이지리아)

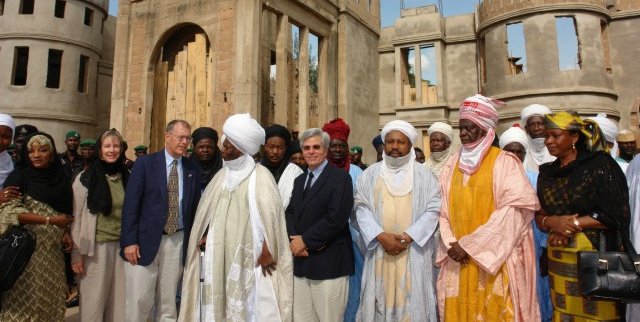

곰베(Gombe)는 나이지리아 북동부에 위치한 곰베주의 주도로 면적은 51.82km2, 인구는 280,000명(2006년 기준)이다. 풀라인이 도시 인구의 다수를 차지한다.